# 27. Primetime Emmy-gála
A 27. Primetime Emmy-gála során az 1974 és 1975 között főműsoridőben bemutatott, amerikai televíziós programokat értékelték. A jelölteket az Academy of Television Arts & Sciences választotta ki. A Los Angeles-i Hollywood Palladiumban tartott ceremóniát a CBS tűzte műsorra 1975. május 19-én. A gála ezúttal házigazda nélkül került bemutatásra.

## Győztesek és jelöltek
A nyertesek félkövérrel jelölve.

### Műsorok
| Legjobb vígjátéksorozat | Legjobb drámasorozat                                                                                             |
| --- | --- |
| - The Mary Tyler Moore Show (CBS) - All in the Family (CBS) - MASH (CBS) - Rhoda (CBS)                                                                 | - Upstairs, Downstairs (PBS) - Kojak (CBS) - Police Story (NBC) - San Francisco utcáin (ABC) - The Waltons (CBS) |
| Legjobb varieté szkeccssorozat | Legjobb varieté különkiadás                                                                                      |
| - The Carol Burnett Show (CBS) - Cher (CBS) | - An Evening with John Denver (ABC) - Lily (ABC) - Shirley MacLaine: If They Could See Me Now (CBS)              |
| Legjobb tévéfilm | Legjobb minisorozat                                                                                              |
| - The Law (NBC) - Szerelem a romok között (ABC) - The Missiles of October (ABC) - A királynő törvényszéke (ABC) - Queen of the Stardust Ballroom (CBS) | - The Lives of The Lives of Benjamin Franklin (CBS) - Columbo (NBC) - McCloud (NBC)                              |

### Színészek

#### Főszereplők
| Legjobb férfi főszereplő (vígjátéksorozat) | Legjobb női főszereplő (vígjátéksorozat) |
| --- | --- |
| - Tony Randall (Felix Unger) - The Odd Couple (ABC) - Jack Albertson (Ed Brown) - Chico and the Man (NBC) - Alan Alda (Hawkeye Pierce) - MASH (CBS) - Jack Klugman (Oscar Madison) - The Odd Couple (ABC) - Carroll O'Connor (Archie Bunker) - All in the Family (CBS)                                                                                   | - Valerie Harper (Rhoda Morgenstern) - Rhoda (CBS) (Epizód: "Rhoda's Wedding") - Mary Tyler Moore (Mary Richards) - The Mary Tyler Moore Show (CBS) - Jean Stapleton (Edith Bunker) - All in the Family (CBS) |
| Legjobb férfi főszereplő (drámasorozat) | Legjobb női főszereplő (drámasorozat) |
| - Robert Blake (Tony Baretta) - Baretta (ABC) - Karl Malden (Mike Stone) - San Francisco utcáin (ABC) - Barry Newman (Anthony J. Petrocelli) - Petrocelli (NBC) - Telly Savalas (Theo Kojak) - Kojak (CBS) | - Jean Marsh (Rose) - Upstairs, Downstairs (PBS) - Angie Dickinson (Suzanne 'Pepper' Anderson) - Police Woman (NBC) - Michael Learned (Olivia Walton) - The Waltons (CBS) |
| Legjobb férfi főszereplő (tévéfilm) | Legjobb női főszereplő (tévéfilm) |
| - Laurence Olivier (Sir Arthur Glanville-Jones) - Szerelem a romok között (ABC) - Richard Chamberlain (Edmond Dantès) - Monte Cristo grófja (NBC) - William Devane (John Fitzgerald Kennedy) - The Missiles of October (ABC) - Charles Durning (Al Green) - Queen of the Stardust Ballroom (CBS) - Henry Fonda (Clarence Darrow) - Clarence Darrow (NBC) | - Katharine Hepburn (Jessica Medlicott) - Szerelem a romok között (ABC) - Jill Clayburgh (Wanda) - Utcalányok (ABC) - Elizabeth Montgomery (Lizzie Borden) - The Legend of Lizzie Borden (ABC) - Diana Rigg (Philippa) - In This House of Brede (CBS) - Maureen Stapleton (Bea Asher) - Queen of the Stardust Ballroom (CBS) |
| Legjobb férfi főszereplő (minisorozat) | Legjobb női főszereplő (minisorozat) |
| - Peter Falk (Columbo) - Columbo (NBC) - Dennis Weaver (Sam McCloud) - McCloud (NBC) | - Jessica Walter (Amy Prentiss) - Amy Prentiss (NBC) - Susan Saint James (Sally McMillan) - McMillan & Wife (NBC) |

#### Mellékszereplők
| Legjobb férfi mellékszereplő (vígjátéksorozat) | Legjobb női mellékszereplő (vígjátéksorozat) |
| --- | --- |
| - Ed Asner (Lou Grant) - The Mary Tyler Moore Show (CBS) (Epizód: "Lou and That Woman") - Gary Burghoff (Radar O'Reilly) - MASH (CBS) - Ted Knight (Ted Baxter) - The Mary Tyler Moore Show (CBS) - Rob Reiner (Michael Stivic) - All in the Family (CBS) - McLean Stevenson (Henry Blake) - MASH (CBS)                                 | - Betty White (Sue Ann Nivens) - The Mary Tyler Moore Show (CBS) - Julie Kavner (Brenda Morgenstern) - Rhoda (CBS) - Loretta Swit (Margaret Houlihan) - MASH (CBS) - Nancy Walker (Ida Morgenstern) - Rhoda (CBS)                                                                         |
| Legjobb férfi mellékszereplő (drámasorozat) | Legjobb női mellékszereplő (drámasorozat) |
| - Will Geer (Zebulon Walton) - The Waltons (CBS) - J.D. Cannon (Peter B. Clifford) - McCloud (NBC) - Michael Douglas (Steve Keller) - San Francisco utcáin (ABC) | - Ellen Corby (Esther Walton) - The Waltons (CBS) - Angela Baddeley (Mrs. Bridges) - Upstairs, Downstairs (PBS) - Nancy Walker (Mildred) - McMillan & Wife (NBC) |
| Legjobb férfi mellékszereplő (különkiadás) | Legjobb női mellékszereplő (különkiadás) |
| - Anthony Quayle (Tom Banniester) - A királynő törvényszéke (ABC) - Ralph Bellamy (Adlai Stevenson) - The Missiles of October (ABC) - Jack Hawkins (Justice Gilroy) - A királynő törvényszéke (ABC) - Trevor Howard (Abbe Faria) - Monte Cristo grófja (NBC)                                                                            | - Juliet Mills (Samantha Cady) - A királynő törvényszéke (ABC) - Eileen Heckart (Herman's Mother) - Wedding Band (ABC) - Charlotte Rae (Helen) - Queen of the Stardust Ballroom (CBS) - Lee Remick (Lady Margaret) - A királynő törvényszéke (ABC)                                        |
| Legjobb vendégszínész | Legjobb vendégszínésznő |
| - Patrick McGoohan (Lyle C. Rumford) - Columbo (NBC) (Epizód: "Hajnali derengés") - Lew Ayres (Beaumont) - Kung Fu (ABC) (Epizód: "The Vanishing Image") - Harold Gould (Andrea Basic) - Police Story (NBC) (Epizód: "Fathers and Sons") - Harry Morgan (Bartford Hamilton Steele) - MASH (CBS) (Epizód: "The General Flipped at Dawn") | - Zohra Lampert (Marina Sheldon) - Kojak (CBS) (Epizód: "A cigányok királynője") - Cloris Leachman (Phyllis Lindstrom) - The Mary Tyler Moore Show (CBS) (Epizód: "Phyllis Whips Inflation") - Shelley Winters (Thelma) - McCloud (NBC) (Epizód: "The Barefoot Girls of Bleecker Street") |
| Legjobb férfi mellékszereplő (variatésorozat) | Legjobb női mellékszereplő (variatésorozat) |
| - Jack Albertson - Cher (CBS) - Tim Conway - The Carol Burnett Show (CBS) - John Denver - Doris Day Today (CBS) | - Cloris Leachman - Cher (CBS) - Vicki Lawrence - The Carol Burnett Show (CBS) - Rita Moreno - Out to Lunch (ABC) |

### Rendezők
| Legjobb rendező (vígjátéksorozat) | Legjobb rendező (drámasorozat) |
| --- | --- |
| - MASH (CBS) (Epizód: "O.R.") – Gene Reynolds - MASH (CBS) (Epizód: "Alcoholics Unanimous") – Hy Averback - MASH (CBS) (Epizód: "Bulletin Board") – Alan Alda                                                                | - Upstairs, Downstairs (PBS) (Epizód: "A Sudden Storm") – Bill Bain - The Lives of Benjamin Franklin (CBS) (Epizód: "The Ambassador") – Glenn Jordan - Kojak (CBS) (Epizód: "Esküdj meg az életedre!") – David Friedkin - Kojak (CBS) (Epizód: "Bejelentenék egy álmot") – Telly Savalas - San Francisco utcáin (ABC) (Epizód: "A halál maszkja") – Harry Falk |
| Legjobb rendező (varietésorozat) | Legjobb rendező (varieté különkiadás) |
| - The Carol Burnett Show (CBS) (Epizód: "Alan Alda") – Dave Powers - Cher (CBS) (Epizód: "Bette Midler, Flip Wilson and Elton John") – Art Fisher                                                                            | - An Evening with John Denver (ABC) – Bill Davis - Ann-Margret Olsson (NBC) – Dwight Hemion - Shirley MacLaine: If They Could See Me Now (CBS) – Robert Scheerer |
| Legjobb különkiadás | |
| - Szerelem a romok között (ABC) – George Cukor - The Law (NBC) – John Badham - The Missiles of October (ABC) – Anthony Page - A királynő törvényszéke (ABC) – Tom Gries - Queen of the Stardust Ballroom (CBS) – Sam O'Steen | |

### Forgatókönyvírók
| Legjobb forgatókönyv (vígjátéksorozat) | Legjobb forgatókönyv (drámasorozat) |
| --- | --- |
| - The Mary Tyler Moore Show (CBS) (Epizód: "Will Mary Richards Go to Jail?") – Ed. Weinberger, Stan Daniels - The Mary Tyler Moore Show (CBS) (Epizód: "Lou and That Woman") – David Lloyd - Rhoda (CBS) (Epizód: "Rhoda's Wedding") – James L. Brooks, Allan Burns, David Davis, Lorenzo Music, Norman Barasch, Carroll Moore, David Lloyd | - The Lives of Benjamin Franklin (CBS) (Epizód: "The Ambassador") – Howard Fast - The Lives of Benjamin Franklin (CBS) (Epizód: "The Whirlwind") – Loring Mandel - Police Story (NBC) (Epizód: "Robbery: 48 Hours") – Robert L. Collins - Upstairs, Downstairs (PBS) (Epizód: "The Bolter") – John Hawkesworth - Upstairs, Downstairs (PBS) (Epizód: "Miss Forrest") – Alfred Shaughnessy |
| Legjobb forgatókönyv (varieté különkiadás) | Legjobb forgatókönyv (varietésorozat) |
| - Shirley MacLaine: If They Could See Me Now (CBS) - Lily (ABC) | - The Carol Burnett Show (CBS) (Epizód: "Alan Alda") - Cher (CBS) (Epizód: "Raquel Welch, Tatum O'Neal and Wayne Rogers") |
| Legjobb eredeti forgatókönyv | Legjobb adaptált forgatókönyv |
| - Szerelem a romok között (ABC) – James Costigan - Utcalányok (ABC) – Fay Kanin - The Law (NBC) – William Sackheim, Joel Olianskyó - The Missiles of October (ABC) – Stanley R. Greenberg - Queen of the Stardust Ballroom (CBS) – Jerome Kass                                                                                              | - Clarence Darrow (NBC) – David W. Rintels - A királynő törvényszéke (ABC) – Edward Anhalt |

## Fordítás
- Ez a szócikk részben vagy egészben  a(z)   27th Primetime Emmy Awards című angol Wikipédia-szócikk fordításán alapul.  Az eredeti cikk szerkesztőit annak laptörténete sorolja fel. Ez a jelzés csupán a megfogalmazás eredetét és a szerzői jogokat jelzi, nem szolgál a cikkben szereplő információk forrásmegjelöléseként.